# Garage (Saarbrücken)

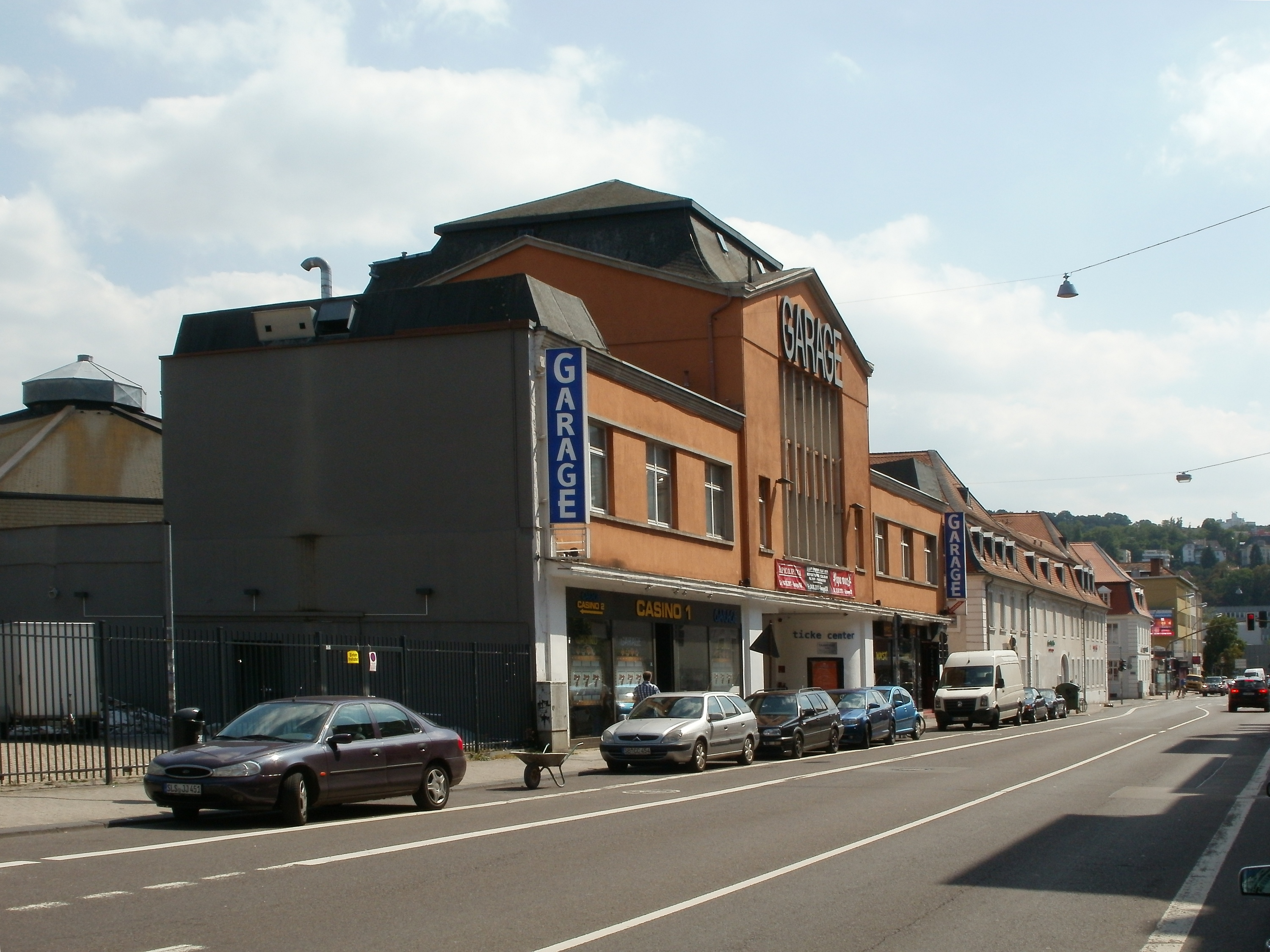
Die Garage

Die Garage ist eine Veranstaltungshalle mit angeschlossener Gastronomie in Saarbrücken. Sie befindet sich in den denkmalgeschützten Gebäuden der ehemaligen Zentral-Garage, einem Werkstatt- und Garagenbetrieb der Zwischenkriegszeit. Gestaltet wurde die Großgarage in den Formen des Neuen Bauens bzw. der Neuen Sachlichkeit.

## Geschichte
Der zentrale Kuppelbau mit den daran anschließenden Hallen und dem repräsentativen Zufahrtsgebäude an der Bleichstraße 11–15 wurde im Jahr 1924 vom Architekten Carl Burgemeister als Großgarage, Kfz-Werkstatt und Karosseriebauanstalt für Fahrzeuge verschiedener Art errichtet. Ab Mitte der 1930er Jahre spezialisierte sich die Auto-Industrie GmbH auf den Verkauf und die Reparatur von Ford-Modellen, weshalb sich schnell der Spitzname Ford-Garage einbürgerte.
Nach dem Zweiten Weltkrieg, als das Saarland unter französische Verwaltung kam, wurden in der Halle auch Fahrzeuge der Marke Simca angeboten und repariert sowie die saarländische Generalvertretung der Motorroller-Marke Vespa eröffnet. Mit der Zeit des Wirtschaftswunders expandierte Ford und zog in andere Standorte. Anfang der 1980er Jahre begann man die leerstehende Halle für Partys und Konzerte zu nutzen, 1989 erfolgte ein Umbau zum Veranstaltungszentrum und seit Mitte der 1990er Jahre öffnet man regelmäßig zu Partys, Festivals und Konzerten.
Im März 2021 wurde in der leerstehende Halle während der COVID-19-Pandemie im Saarland eine Corona-Teststation eingerichtet.

## Areale

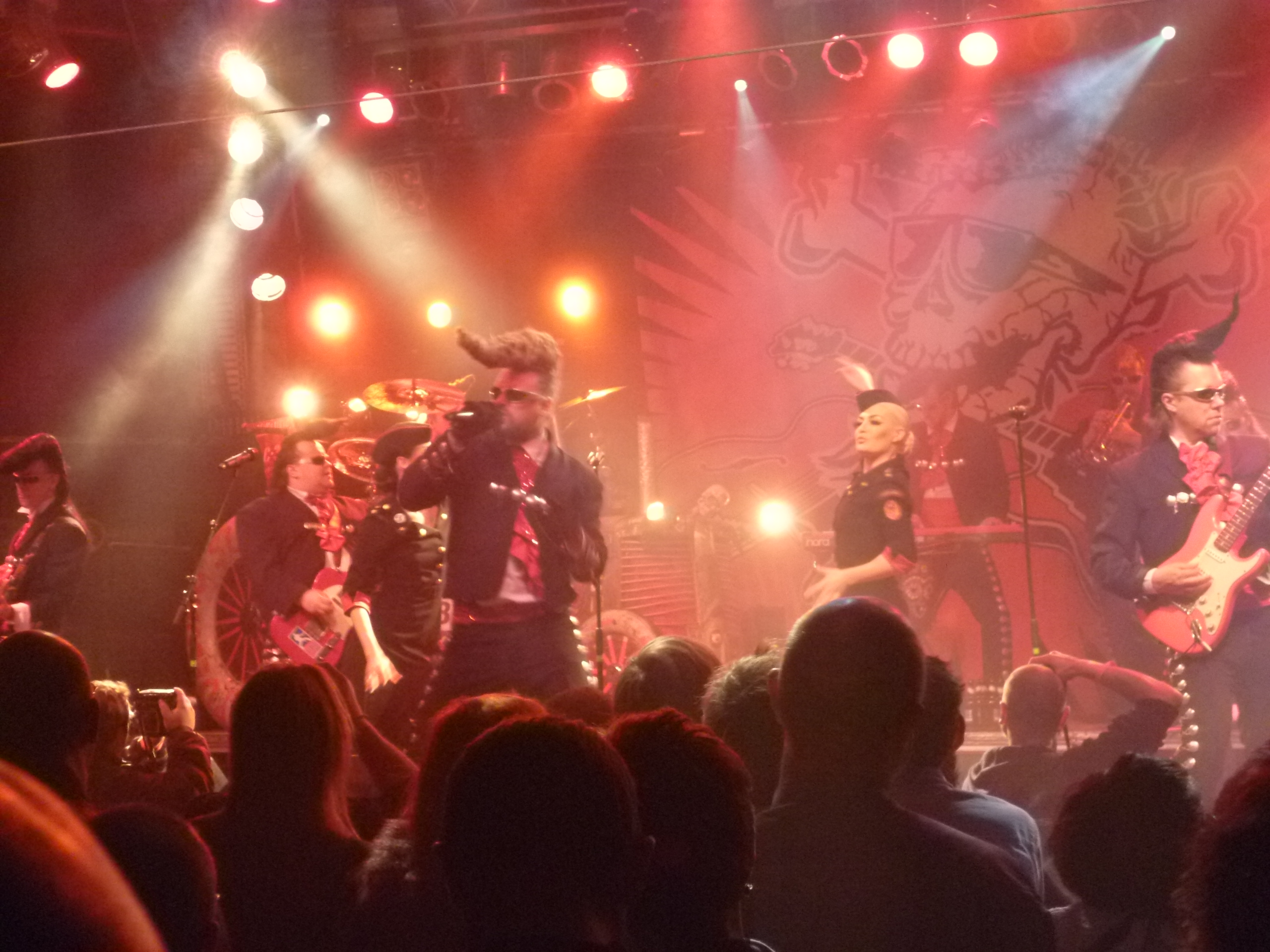
Konzert in der Garage (Leningrad Cowboys)

- Halle: Große Halle für Konzerte oder Partys
- Foyer: Eingangsbereich
- Kleiner Klub: Raum für kleinere Konzerte oder Partys
- Zwei Gastronomieeinheiten vorne: als Bar, Restaurant, Spielcasino nutzbar